# 鈴木恭輔
鈴木 恭輔（すずき きょうすけ、11月24日 - ）は、日本の男性声優。以前は81プロデュースに所属していた。愛知県出身。

## 人物
方言は三河弁。
趣味・特技はヴァイオリン演奏、料理、釣り。

## 出演作品

### テレビアニメ
2007年
- ぜんまいざむらい（客、若侍B）
- D.Gray-man（アクマC）
- バンブーブレード（松木、男子生徒B、男子A、男子、バイク男）
- ぷるるんっ!しずくちゃん あはっ☆（ロボット、カビ、TVスタッフ、カメラマン、フランケン兄さん、スタッフ）

2008年
- ウルトラヴァイオレット:コード044（男、ファージ隊員、住民、スタッフ、鉱夫）
- ゴルゴ13（2008年 - 2009年、カメラマン、少年、フロント、旅客達、DIA狙撃兵）
- スケアクロウマン（男）
- デュエル・マスターズ クロス（手下A3）
- テレパシー少女 蘭（大山）
- ロザリオとバンパイア（森崎、同級生、寮生、生徒、男、男子、陸上部員、加藤、生徒、男子生徒、運ちゃん） - 2シリーズ

2009年
- VIPER'S CREED（ミハイル）
- クロスゲーム（林、常木、岩井、男子生徒、桜小路、選手、松島、武原、実況アナ、部員）
- 極上!!めちゃモテ委員長（皇月セイン）
- 初恋限定。（テニス部員B）
- ハヤテのごとく!!（ヤマト）
- メタルファイト ベイブレード（2009年 - 2011年、少年B、ブレーダーA、客A、男の人、修人） - 3シリーズ

2010年
- 荒川アンダー ザ ブリッジ（作業員A）
- 一期一会〜キミノコトバ〜（シマ）
- 刀語（海賊B）
- 心霊探偵 八雲（伊達翔太）
- STAR DRIVER 輝きのタクト（男子生徒）
- 薄桜鬼 碧血録（藩士）
- パンティ&ストッキングwithガーターベルト（カメラマン、ギーク、兵士B、生徒、横山、男子生徒D、イケメン、ギャラリー、ギャングボス、男）
- ポケットモンスター ベストウイッシュ（2010年 - 2012年、管制官B、イシズマイ、ミネズミ、バッフロン）

2011年
- カードファイト!! ヴァンガード（2011年 - 2014年、稲葉カズキ、武将、クラスメイト、学生、機械音声、鎧の化身バー、カードショップの客、審判、係員、ブラスターシャベリン、ブラスター・ブレード、枇杷島ジョー）
- 快盗天使ツインエンジェル〜キュンキュン☆ときめきパラダイス!!〜（客男B）
- GOSICK -ゴシック-（フラン、マクシム、村人A、シオドア、生徒A、従者A、招待客）
- SKET DANCE（男子生徒A）
- たまごっち!（大臣たち）
- 放浪息子（長谷川、男子A）
- ポケットモンスター ダイヤモンド&パール 特別編（助手B）

2014年
- GO-GO たまごっち!（大臣たち）

### 劇場アニメ
- TAILENDERS（2009年、ニードル・ジョニー、助手）
- 劇場版ポケットモンスター ダイヤモンド&パール 幻影の覇者 ゾロアーク（2010年、ダンバル）
- 昆虫物語 みつばちハッチ〜勇気のメロディ〜（2010年、菜の花畑のアリたち、丘のアリたち）

### OVA
- やなせたかしメルヘン劇場 アリスのさくらんぼ（2008年、あわてうさぎ）

### Webアニメ
- 亡念のザムド（2008年、運転士A、男子学生、兵士C、船員D、皆川志願生、若衆、門番兵A、通信兵）

### ゲーム
- 幻想水滸伝ティアクライス（2008年、イクス、キミヤ、ケフレン）

### ラジオ
- 宮田幸季のNight♥LoveCall（アシスタントパーソナリティ）

### ドラマCD
- PandoraHearts ドラマCD1 CDドラマシアター『ベザリウス学園の悪夢』

### 吹き替え

#### ドラマ
- ザ・パシフィック

#### アニメ
- ミュータント タートルズ（2007年、戦士）
- 最強武将伝 三国演義（2011年、孟獲兵3）